# Качи-Кальон (село)
Качи-Кальон — исчезнувшее селение в Бахчисарайском районе Республики Крым (согласно административно-территориальному делению Украины — Автономной Республики Крым), находилась в центре района, на крутом склоне скал Фыцки-Кая левого берега реки Качи, напротив села Баштановка. Остатки селения (вырубленные в скалах пещеры) входят в Ландшафтно-рекреационный парк регионального значения Республики Крым «Бахчисарай», пещерный монастырь «Качи-Кальон», VIII — конец XIX века в составе Бахчисарайского историко-культурного заповедника, имеет статус объекта культурного наследия в России и Украины (совместно с монастырём).

## История
Е. В. Веймарн предполагал, что Баштановский могильник VI века на левом берегу Качи мог использоваться для захоронений и жителями Качи-Кальона. Н. И. Репников считал, что поселение, устроенное в наземных постройках на террасированном крутом склоне долины (в скалах были вырублены хозяйственные и культовые помещения) существовало непрерывно с VIII по XVIII век, этого же мнения придерживался и В. Л. Мыц. По результатам изучения памятника Е. В. Веймарном в поселении VIII—IX века (во время правления хазар) уже жили христиане, некоторые дома были крыты черепицей, выявлено 120 тарапанов (выдолбленных в скале винодавилен, в которых одновременно могло перерабатываться до 250 тонн винограда) — по этому показателю Качи-Кальон — крупнейший в то время в Крыму центр виноделия, вино изготовлялось на продажу. В IX—X веке в хозяйственной жизни селения заметен упадок (видимо, связанный с противостоянием усиливавшейся Византии и слабеющего каганата), торговые связи ослабевают, происходит натурализация сельхозпроизводства, в том числе сокращение виноделия, но существует мнение, что тарапаны могли сооружаться и гораздо позднее IX века. В селении строится исар — укреплённый монастырь, оформляется типичный феодальный комплекс, в котором основная часть поселения располагалась прямо ниже монастыря. В восточной части предполагается наличие более крупных усадеб (возможно 15 штук — столько винодавилен найдено на этой окраине), и, судя по датировкам находок керамики, жизнь здесь прекратилась в XI веке. О жизни селения в более позднее время сведений не много — археологические раскопки на его месте не проводились, все хронологические данные связаны со случайными находками, неизвестно также, была ли церковь св. Анастасии сельской, или относилась к монастырю.
Впервые в письменных источниках название Качи-Калйан встречается в налоговых ведомостях 1634 года, как селение, куда переселялись христиане — подданные турецкого султана: согласно джизйе дефтера Лива-и Кефе (Османским налоговым ведомостям) 1634 года в селение из Керменчика переселилась 1 греческая семья. В джизйе дефтера Лива-и Кефе 1652 года в селении Качи Калйан земля хана перечислены 10 имён глав христианских семей
После русско-турецкой войны 1768—1774 годов — в июле 1778 года началось выселение из Крымского ханства в Приазовье христиан, в основном это были греки (румеи и урумы) и армяне. Из деревни Качикальян, согласно Ведомости о выведенных из Крыма в Приазовье христианах… А. В. Суворова от 18 сентября 1778 года, было выселено 77 греков (38 мужчин и 39 женщин). В ведомости «при бывшем Шагин Герее хане сочиненная на татарском языке о вышедших християн из разных деревень и об оставшихся их имениях в точном ведении его Шагин Герея» содержится список 14 жителей-домовладельцев (3 дома заложены) деревни Качь Кальюн, с подробным перечнем имущества и земельных владений (некоторые располагались в соседних селениях). Видимо, селение опустело полностью, поскольку уже в «Камеральном описании… Крыма» 1784 года в составе Бахчисарайского каймаканства Качи-Кальон не значится и в дальнейшем, как населённый пункт, не встречается.